# Schirnes
Schirnes ist eine Ortschaft und eine Katastralgemeinde der Marktgemeinde Thaya im Bezirk Waidhofen an der Thaya im niederösterreichischen Waldviertel mit 47 Einwohnern (Stand 1. Jänner 2024).

## Geografie
Der unterhalb des Dorfes hervorquellende Schirnesbach entwässert über den Sarningbach in die Thaya. Das Dorf liegt gleich westlich von Thaya, von wo es über die Landesstraße L8122 erreichbar ist. Am 1. April 2020 umfasste die Ortschaft 20 Adressen.

## Geschichte
Der Ortsname deutet auf Graphitgewinnung hin, denn slawisch černěj bedeutet schwarz. Nördlich von Schirnes befindet sich die Lage Graphithütte, wo bis ins Mittelalter Graphitkeramiken erzeugt wurden. Das Dorf wurde erstmals 1230 urkundlich erwähnt, als im Amt Thaya Zehente für das Kloster St. Georgen eingehoben wurden. Später zählte  der Ort zur Grafschaft Litschau und dann bis 1642 zu Heidenreichstein. Bis 1679 gehörte Schirnes den Grafen Sprinzenstein, danach bis 1737 den Grafen Lamberg und dann den Gudenus.
Die gut bestifteten Landbauern bauten auf ihren Äckern Korn, Hafer, Gerste, Weizen, Hülsenfrüchte, Erdäpfel und Futterkräuter aus und betrieben erfolgreich Viehwirtschaft, beschrieb der Historiker Schweickhardt im 19. Jahrhundert den Ort. Im Jahr 1822 wurde der Ort als Dorf mit 18 Häusern genannt, das nach Thaya eingepfarrt war, wohin auch die Kinder eingeschult wurden. Die Herrschaft Waidhofen an der Thaya besaß die Ortsobrigkeit, übte die Landgerichtsbarkeit aus und besorgte die Konskription. Die Untertanen und Grundholde des Ortes gehörten der Herrschaft Waidhofen und der Pfarre Raabs. Laut Adressbuch von Österreich waren im Jahr 1938 in Schirnes ein Schmied und einige Landwirte ansässig.